# Guidantonio da Montefeltro
Guidantonio da Montefeltro (1378-1443) est un condottière, fils d'Antoine II de Montefeltro, qui prend pacifiquement, en 1403, les rênes du duché d'Urbino. Il rachète au pape Boniface IX le titre de seigneur d'Urbino. Mécène de Piero della Francesca, il est vicaire pontifical sous Martin V.

## Biographie
Guidantonio da Montefeltro commence sa carrière de scélérat en enlevant des femmes avec des amis.
En 1404, pour la somme de 12 000 florins d'or, il se fait investir par le pape Boniface IX seigneur d'Urbino avec survivance jusqu'à la troisième génération. Il prend ensuite ses distances avec le pape pour s'allier au roi Ladislas Ier de Naples, qui en 1411 le nomme grand connétable du royaume. En 1412, Guidantonio combat pour le compte de l'antipape Jean XXIII et est excommunié par le pape Grégoire XII, ce dont il prend prétexte pour s'emparer d'Assise. L'élection au trône papal de l'évêque d'Urbino, Martin V, en 1417 amène sa réconciliation avec le Saint-Siège, dont il devient le principal allié aux côtés des Sforza et qu’il soutient contre Braccio da Montone. Pour ses services envers l'Eglise, il reçoit du pape en 1420 la rose d'or, hommage de la papauté aux guerriers qui ont combattu pour la foi, et qui est conservée dans la cathédrale d'Urbino. En 1426 le pape lui attribue le fief de Casteldurante qu'il a assiégé et qu'il occupe en 1427. Promu gonfalonnier et duc de Spolète, il se met en 1424 au service de la république de Venise, puis en 1430 au service de la république de Florence. D'après le témoignage de Giorgio Vasari, Piero della Francesca a travaillé longtemps pour Guidantonio.
Il développe l'emprise territoriale de la seigneurie autour de Gubbio, Cagli et Urbino, soit une centaine de villages et de châteaux. Grâce à la via Flaminia qui traverse ses terres, il bénéficie d'un flux de richesse lié à une économie de transit entre l'opulente Toscane et le rivage de l'Adriatique. Il s'appuie sur une condotta d'environ 2 000 hommes d'armes, talentueux et craints, qui surveillent et défendent les voies de circulation. Guidantonio privilégie les recrutements locaux afin de mieux s'aliéner une clientèle asservie. Grâce à cette troupe réputée, il obtient la charge de connétable du royaume de Naples au côté d'Alberico da Barbiano.
En juillet 1443, il subit l'attaque des clans déshonorés et meurt sous les coups reçus dans son lit. Son corps et ceux de ses amis sont dépecés et suspendus dans plusieurs lieux emblématiques de la ville. Guidantonio est inhumé dans l'église San Donato d'Urbino.

## Mariages et descendance
Il épouse en 1397 Rengarda Malatesta, dont il n'a aucun fils en vingt-sept ans de mariage. Mais de sa relation avec Élisabeth des Accomandugi, dame de compagnie de la comtesse, est né :
- Frédéric III, fils légitimé, second duc d'Urbino.

D'une autre relation extraconjugale est née :
- Aurore, qui épouse le comte Bernardino degli Ubaldini della Carda, commandant général de la Compagnie Feltria.

Après la mort de Rengarda par suite de maladie, il épouse Caterina Colonna, issue d'une grande famille de condottieres romains et nièce du pape, laquelle lui donne finalement un héritier mâle, Oddantonio II de Montefeltro. Le couple a au total 6 enfants :
- Oddantonio II (1428-1444), premier duc d'Urbino à succéder à son père.
- Pierre (vers 1410-1479), moine bénédictin, évêque de Casteldurante en 1456.
- Agnese, qui épouse Alexandre de Gonzague (mort en 1466), seigneur de Medole et fils de Jean-François de Mantoue.
- Violante (1430-1493), veuve de Domenico Malatesta Novello, se fait nonne.
- Raphaël, dont on ne sait rien.
- Sveva, devenue clarisse après avoir été répudiée par Alessandro Sforza, est béatifiée comme la Bienheureuse Séraphine.

## Sources
1. 1 2 3 4 5  Sophie Cassagnes-Brouquet, Bernard Doumerc, Les Condottières, Capitaines, princes et mécènes en Italie, XIIIe – XVIe siècle, Paris, Ellipses, 2011, 551 p. (ISBN 978-2-7298-6345-6)

- (it) Cet article est partiellement ou en totalité issu de l’article de Wikipédia en italien intitulé « Guidantonio da Montefeltro » (voir la liste des auteurs).